# 盜圖
盜圖是指未經圖片版權持有人的同意的侵權行為，非法將他人圖片盜為己用，甚至用於商業用途。著作權是知識產權的一種，受《世界版权公约》保護，盜圖在一些國家屬於民事罪行。世界各地的《著作權法》，一般包括美术作品和摄影作品，非法侵用這類作品是盜圖行為。

## 相關連結
- 公有領域
- 保护文学和艺术作品伯尔尼公约